# Ingeborg Wieten
Pour les articles homonymes, voir Wieten.
 (décembre 2018).
Si vous disposez d'ouvrages ou d'articles de référence ou si vous connaissez des sites web de qualité traitant du thème abordé ici, merci de compléter l'article en donnant les références utiles à sa vérifiabilité et en les liant à la section « Notes et références ».
 (décembre 2018).
Ingeborg Wieten, née le 24 décembre 1965 à La Haye, est une actrice néerlandaise.

## Filmographie

### Cinéma et téléfilms
- 1990-2000 : Goede tijden, slechte tijden : Suzanne Carpenter-Balk
- 1997 : Pittige tijden (nl) : Deux rôles (Susanne Balk et Arnie Alberts)
- 1998 : Goede tijden, slechte tijden: De reünie (nl) : Suzanne Balk
- 2003 : Baantjer : Anja de Wit
- 2003-2008 : Shinchan : Mitsy Nohara
- 2004 : Hartslag (série télévisée) : Petite amie d'un homme avec une balle de billard
- 2007 : De Hemelpaort (nl) : Fiona Ramakers
- 2009-2010 : 2012: Het jaar Nul (nl) : Pien Hellinga
- 2011 : Verborgen Verhalen (nl) : Mère de Annelies
- 2012 : Gerede Twijfel (nl) : Mère de Esmee
- 2012 : De Raad : Cindy van Haaren
- 2015 : Raaf (nl) : La mère
- 2017 : Voetbalmaffia : La femme de Frederik
- 2018 : In Semita : Joost Bakker